# Oceretuvate, Mahdalînivka
Oceretuvate (în ucraineană Очеретувате) este o comună în raionul Mahdalînivka, regiunea Dnipropetrovsk, Ucraina, formată numai din satul de reședință.

## Demografie
Componența lingvistică a satului Oceretuvate
     Ucraineană (95,51%)
     Rusă (3,69%)
     Alte limbi (0,13%)
Conform recensământului din 2001, majoritatea populației satului Oceretuvate era vorbitoare de ucraineană (95,51%), existând în minoritate și vorbitori de rusă (3,69%).